# General Electric F404

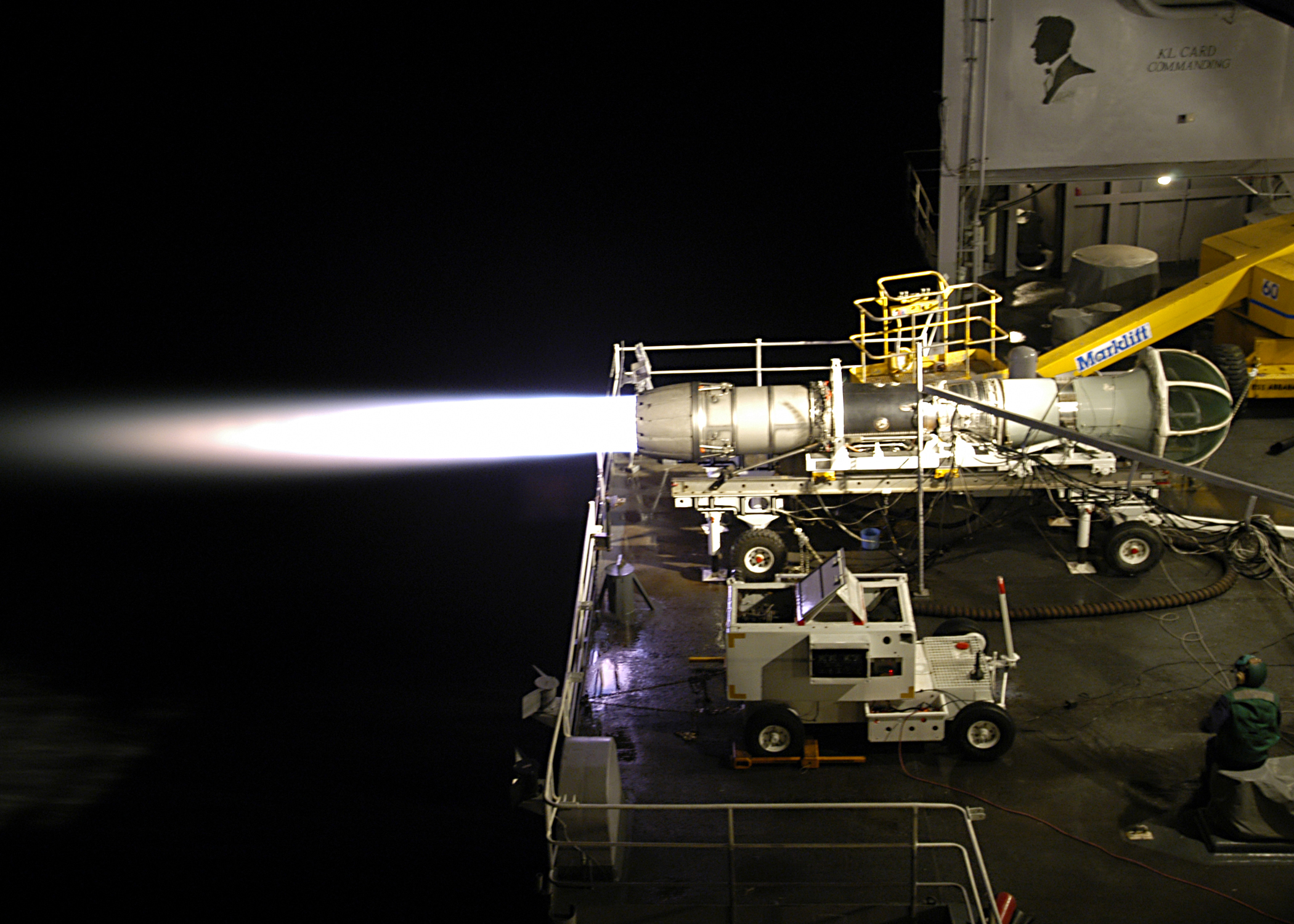
Testlauf eines F404-GE-402 an Bord der USS Abraham Lincoln

Das General Electric F404 ist ein Turbofan-Triebwerk mit Nachbrenner von GE Aviation in der Klasse von etwa 85 kN Schub.
Das F404 wurde ursprünglich für die McDonnell Douglas F/A-18 entwickelt. Basis war das YJ101-Triebwerk, das für die nie in Serie produzierte YF-17 vorgesehen war. Gegenüber diesem wurde das Nebenstromverhältnis von 0,25 auf 0,4 erhöht. Weiterhin achtete GE bei der Entwicklung des Triebwerkes auf kurze Reaktionszeiten bei Änderung der Schubanforderung durch den Piloten, störungsfreien Lauf (kein Strömungsabriss am Einlauf) auch bei extremen Flugmanövern sowie ein integriertes Kontroll- und Überwachungssystem.

## Varianten
Durch den Erfolg des F404 bei der F-18 entschloss sich GE, auch Varianten für die F-15 und F-16 zu entwickeln.

### F404-GE-402
- Version für die F/A-18 Hornet

### F404-F1D2
- F-117A-Bomber, aber ohne Nachbrennerstufe

### F404-100D
- A-4SU Super Skyhawk für Singapur
- Boeing Phantom Ray Experimentalflugzeug, noch in Erprobung

### F412
- A-12, kein Einsatz

### RM12
- JAS 39 Gripen, in Zusammenarbeit mit Volvo

## Technische Daten (F404-GE-402)

### Allgemeine Daten
- Länge: 3,912 m
- Durchmesser: 0,889 m
- Trockengewicht: 1036 kg

### Aufbau
- Verdichter: Axialverdichter mit drei Fan- und sieben Verdichterstufen
- Turbine: eine Niederdruck- und eine Hochdruckstufe
- Nebenstromverhältnis: 0,34:1

### Leistung
- Schub: 48,9 kN (78,7 kN mit Nachbrenner)
- Gesamtdruckverhältnis: 26:1
- Treibstoffverbrauch:
  - Standardschub: 82,6 kg/(kN·h)
  - bei vollem Nachbrennereinsatz: 177,5 kg/(kN·h)